# Ansbert de Rouen
Pour les articles homonymes, voir Anspert.
Ansbert (629-694) est un saint chrétien, troisième abbé de l’abbaye de Saint-Wandrille, évêque de Rouen. Il est fêté le 9 février.

## Sa vie
- Enfance[2]

Saint Ansbert est né en 629 à Chaussy-en-Vexin dans une famille noble. Il est repéré pour ses capacités intellectuelles. Son père Silvinus décide donc de le marier à la cousine de saint Lambert, dont le père Hrotbertus possédait une charge de référendaire à la chancellerie de Clovis II, afin de faire d’Ansbert un fonctionnaire du Palais. Saint Ansbert est donc fiancé à Angadresme qui ne voulait pas se marier mais vivre en religieuse, les récits les plus anciens affirment qu’elle eut une maladie de peau et réussit à annuler ses fiançailles, puis elle entra dans un monastère. Ansbert partit donc à la cour sans se marier, et il devint référendaire (préparation des diplômes pour signature royale…). Il reste la trace d’un référendaire de cette époque : jugement de Clotaire III, entre l’abbaye de Saint-Denis et l’évêque du Mans Baracharius prononcé en novembre 659/660. Plus tard, il devient chancelier (chargé de garder l’anneau royal avec lequel on authentifiait les actes). Priant souvent, il fit une fugue afin de rejoindre saint Wandrille dans l’abbaye de Fontenelle. Il repartit à la suite d'une discussion avec saint Wandrille, et obtint du roi Clotaire III la liberté de ses charges, puis il devint moine dans l’abbaye de Fontenelle. Là, saint Ansbert commença à étudier les livres de l’abbaye en construction (dont les écrits de Grégoire le Grand, et de saint Colomban) et devint un moine « modèle ».
- Abbé de l’abbaye de Saint-Wandrille de Fontenelle

En 668, saint Wandrille meurt et saint Lambert devient abbé de Fontenelle. Quand il est appelé à Lyon, saint Ansbert devient vers 677/679 l’abbé de Fontenelle, après avoir résilié sa charge de chancelier. Durant ces dix années d’abbatiat, la renommée de l’abbaye grandit et de nombreux dons sont faits d’après son biographe à l’abbaye. À la mort de saint Ouen (évêque de Rouen), en 684, le roi convoque Ansbert et l’oblige à devenir évêque de Rouen, après la sollicitation du peuple. Il est sacré par saint Lambert.
- Évêque de Rouen

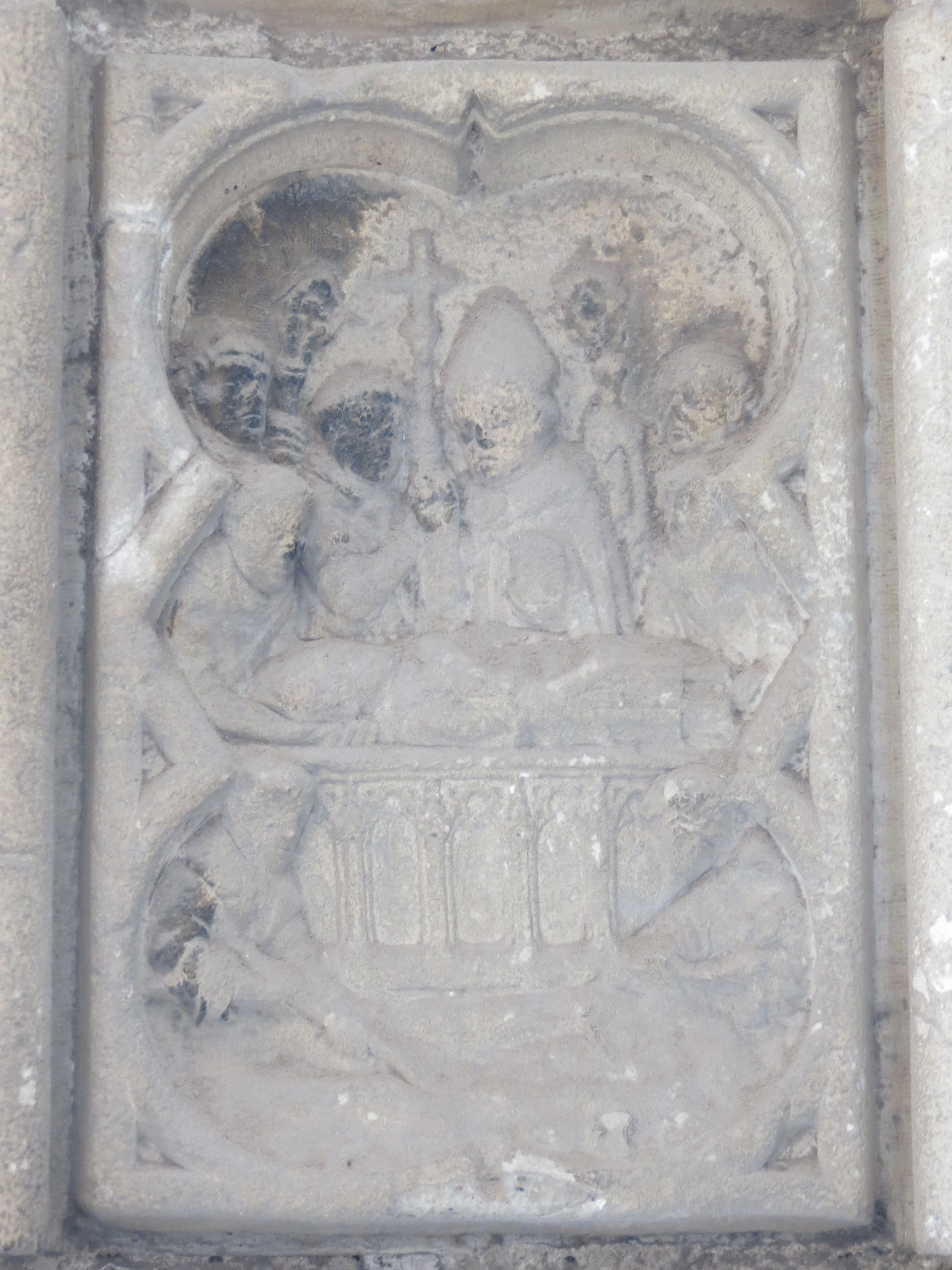
Détail du du portail des Marmousets de l'abbatiale Saint-Ouen dont la lecture est en boustrophédon représentant Ansbert présidant la cérémonie de l'élévation du corps de saint Ouen dans l'abbatiale, entouré de moines et d'un abbé.

On raconte qu’il a donné beaucoup d’argent aux pauvres, notamment en distribuant lors des disettes l’argent économisé. Il écrit un livre Quaestiones. Le 7 mai 688, il déplace les restes de saint Ouen dans la basilique Saint-Pierre de Rouen sur un degré derrière le maître-autel, équivalent d'une canonisation. Il fait construire un baldaquin décoré de métaux et pierres précieuses. Mais les changements politiques conduisent à ce que Pépin de Herstal l'envoie en exil en 689/690 à l'abbaye d'Hautmont, pour être remplacé par Grifo, un de ses partisans. L'élévation du corps de Ouen, un an après la victoire à Tertry des Austrasiens sur les Neustriens, pourrait être une des causes de son arrestation par les Austrasiens et de sa déportation. Le 9 février 694, il meurt et est enterré à l’abbaye Saint-Wandrille, alors que de nombreux miracles se sont produits sur le chemin. D'autres sources précisent sa mort en 695 à l'abbaye d'Hautmont. Il est plus important à cette époque d'être abbé de Fontenelle qu'évêque de Rouen.